# Alexander Grigorjewitsch Stoletow

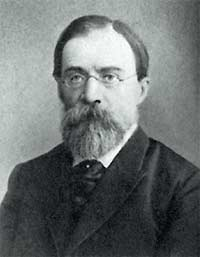
Alexander Stoletow

Alexander Grigorjewitsch Stoletow (russisch Алекса́ндр Григо́рьевич Столе́тов; * 29. Julijul. / 10. August 1839greg. in Wladimir; † 15. Maijul. / 27. Mai 1896greg. in Moskau) war ein russischer Physiker.

## Leben
Alexander Stoletow wurde am 10. August 1839 in Wladimir geboren. Sein Vater war ein mittelloser Kaufmann. Von 1849 bis 1856 besuchte Stoletow das Gymnasium in Wladimir. Nach seinem Abschluss studierte er von 1856 bis 1860 an der physikalisch-mathematischen Fakultät an der Moskauer Universität. Die Zeit vom Sommer 1862 bis Dezember 1866 verbrachte Stoletow im Ausland, unter anderem in den Städten Berlin, Heidelberg und Göttingen. Er kehrte anschließend nach Moskau zurück und war dort als Lehrer an der Universität Moskau tätig. Stoletow arbeitete in dieser Zeit an seiner Dissertation über Das allgemeine Problem der Elektrostatik (общая задача электростатики), die er im Mai 1869 verteidigte. Stoletow interessierte sich fortan für die magnetischen Eigenschaften von Eisen und habilitierte im Jahr 1872. Fortan war er als Professor an der Universität tätig. Er erhielt ein physikalisches Laboratorium, für dessen Ausstattung er viel Mühe und Geld aufwandte. Im selben Jahr entdeckte er die Magnetische Suszeptibilität ferromagnetischer Substanzen. 1881 nahm Stoletow am 1. Weltweiten Kongress der Physiker in Paris teil.
Von Februar 1888 bis zum Juli 1890 forschte er zum äußeren Photoeffekt, den Heinrich Hertz im Vorjahr entdeckt hatte. Stoletow fand eine bei kleinen Spannungen lineare Abhängigkeit des photoelektrischen Stroms von der Spannung, eine Sättigung bei höheren Spannungen und die Proportionalität des Sättigungsstroms vom einfallenden Strahlungsstrom.
1889 entwickelte er die Photozelle: Wilhelm Hallwachs hatte zuvor bemerkt, dass eine isoliert aufgehängte, blankgeputzte Zinnplatte bei Belichtung ihre elektrische Ladung verliert und gedeutet, dass bei Bestrahlung mit ultraviolettem Licht die negativen elektrischen Teilchen an die Luft abgegeben werden. Stoletow fügte eine Netzelektrode zum Absaugen der Elektronen hinzu. Später brachten Elster und Gleitel die ganze Einrichtung in ein evakuiertes Glasgefäß.
1890 entdeckte er die Existenz eines kritischen Gasdrucks sowie eines unteren Druckgrenzwertes beim Photoeffekt, den Stoletow-Effekt. (Damit wäre es ihm auch fast gelungen, die Gesetze der elektrischen Entladungen in Gasen zu entdecken.)
Seine Kandidatur für die Mitgliedschaft in die Akademie der Wissenschaften wurde vom Präsident der Akademie Großfürst Konstantin wegen seines „unmöglichen Charakters“ blockiert.
Stoletow starb am 27. Mai 1896 in Moskau an einer Lungenentzündung. Nach ihm ist der Berg Gora Stoletova in der Antarktis benannt.